# 존성
존성(尊聖, 928년 ~ 929년 6월)은 대천흥(大天興) 도강제(悼康帝) 조선정(趙善政)의 연호이다.

## 연대 대조표
| 존성       | 원년       | 2년        |
| 서기(西紀) | 928년      | 929년      |
| 간지(干支) | 무자(戊子) | 기축(己丑) |

## 동시대 연호
| 이전 연호 대장화 천응(天應) | 중국의 연호 대천흥(大天興) | 다음 연호 대의녕 흥성(興聖) |